# Man(n) sucht Frau
Man(n) sucht Frau ist ein deutscher Fernsehfilm von Vivian Naefe aus dem Jahr 1994, der im Auftrag der ARD für den WDR produziert wurde. Im Oktober 1994 wurde der Film auf den Hofer Filmtagen uraufgeführt.
Christoph, Journalist bei einer Boulevardzeitung, gerät als Mittdreißiger und ewiger Junggeselle in eine Sinn- und Lebenskrise. Er macht sich Gedanken über sein Leben, über die Tristesse der Gegenwart und über die Ungewissheit der Zukunft, die er alles andere als positiv sieht. Seine Eltern waren gescheiterte Alt-68er, die in seiner Kindheit kaum Zeit für ihn hatten. Seine inzwischen stark verbitterte Mutter nimmt ihn schon aufgrund seiner bürgerlichen Existenz nicht ernst. Neben seinem Job und einigen unverbindlichen Liebschaften beschäftigt er sich noch mit der Forschung des Benoît B. Mandelbrot, über die er Artikel veröffentlicht. Weil sein bester Freud Herbert in einer Familie mit Kindern lebt, wenn auch nicht gerade glücklich, sieht er für sich nur noch einen Ausweg: Er möchte sich so schnell wie möglich mittels einer Eheschließung vor seiner Endzeitstimmung retten. 
Er gibt eine Heiratsannonce in einer überregionalen Zeitung auf, auf die er 200 Zuschriften von heiratswilligen Damen erhält. Nun ist das Chaos für Christoph natürlich vorprogrammiert. Denn gleich zwei Damen, die in seinem Leben eine gewichtige Rolle spielen, darunter ausgerechnet die Frau seines besten Freundes Herbert, dessen Ehe sich gerade in einer akuten Krise befindet, sind mit seinen Heiratsplänen ganz und gar nicht einverstanden. Christoph muss sich entscheiden, was ihm nicht nur aufgrund der vielen Optionen zunehmend schwerfällt. Am Ende erreicht er doch noch sein Ziel, aber es kommt doch ganz anders als erwartet ….

## Kritik
Das Urteil der Fernsehzeitschrift TV Spielfilm lautete: „Regisseurin Vivian Naefe trifft mit leiser Komik genau den richtigen Ton. Und Christoph Waltz ist die Idealbesetzung für diese Rolle“. Sie bewerteten den Film mit dem Daumen zur Seite.